# Per Sjölin
Per Sjölin, född 1943, är en svensk matematiker.
Sjölin disputerade 1971 vid Uppsala universitet med Lennart Carleson som handledare. Mellan 1994 och fram till pensionen 2007 hade han tjänsten som professor i matematisk analys vid Kungliga Tekniska högskolan. Han efterträdde Harold Shapiro på professuren.